# رشیتسا
شهر رشیتسا (به رومانیایی: Reşiţa) در کرش-سورین شهرستان در کشور رومانی واقع شده‌است. جمعیت این شهر ۸۳٬۹۸۵ نفر  است. در ارتفاع ۲۴۵ متر از سطح دریا واقع شده‌است.